# Max Ludwig Zschommler
Max Ludwig Zschommler (* 17. Juli 1855 in Langenbach bei Mühltroff; † 5. Dezember 1915 in Plauen) war ein deutscher Lehrer und Heimatforscher.

## Leben
Nach Abschluss der Volksschule besuchte Zschommler 1870 bis 1875 die Realschule in Plauen, wo er das Abitur ablegte. Danach meldete er sich freiwillig für ein Jahr Militärdienst. Von 1876 bis 1879 studierte  er neuere Sprachen (vornehmlich Französisch und Englisch) in Leipzig und Genf. Nach dem Staatsexamen für das höhere Lehramt war er ab 1879 zunächst als provisorischer, 1880 bis 1882 als ständiger Oberlehrer an der städtischen Realschule in Wurzen tätig und promovierte in dieser Zeit zum Dr. phil. Als ihn das Ministerium für Kultus und öffentlichen Unterricht 1882 nach Plauen berief, unterrichtete er zunächst in der Gymnasialabteilung der Gymnasial- und Realschul-Anstalt Französisch, nach der Gründung des Königlichen Gymnasiums (1889) als erster Lehrer für neuere Sprachen Französisch und Englisch. Im November 1900 wurden ihm vom sächsischen König Albert Titel und Rang eines Professors verliehen, später wurde er zum Studienrat befördert. Ab 1913 war er bis zu seinem Tod Konrektor des Plauener Gymnasiums.
Schon in seiner Studentenzeit hatte sich er intensiv mit der Forschung zu Julius Mosen beschäftigt. 1893 gab er dessen Erinnerungen heraus, und auf seine Anregung hin wurde eine Mosen-Stiftung ins Leben gerufen.
Mit seinem lexikalischen Band Interessante und berühmte Vogtländer, der 1913 in Plauen im Verlag Moritz Wieprecht erschien, stellte er Persönlichkeiten aus den verschiedensten Bereichen vor (Ärzte, Dichter, Landwirte, Gelehrte, Militärs, Künstler, Staatsmänner etc.) und machte sich damit auch um die vogtländische Heimat-, Bildungs- und Literaturgeschichte verdient. Zudem war er langjähriger Mitarbeiter des „Vogtländischen Anzeigers“.
Zschommler war ein begeisterter Anhänger Bismarcks; so setzte er sich als Vorsitzender des Komitees der Stadt Plauen für die Errichtung eines Bismarckdenkmals ein. Das von Wilhelm Haverkamp geschaffene Bronzestandbild wurde am 1. April 1896 auf dem Albert-Platz in Plauen enthüllt.
Max Ludwig Zschommler war mit Wally, geborene Bunde, verheiratet und hatte einen Sohn, Max (* 1894), sowie eine Tochter.

## Werke
- Beiträge zu Julius Mosens Erinnerungen. In: Julius Mosen: Erinnerungen. Fortgeführt, erläutert und herausgegeben von Dr. Max Zschommler. Neupert, Plauen 1893, S. 69–168 (Digitalisat im Internet Archive)
- Interessante und berühmte Vogtländer. Ein Ehrenbuch des Vogtlandes, Plauen 1913 (Neuauflage: Frankfurt am Main 1979)
- Für Mosen-Freunde. Kleine Beiträge zur Kenntnis Julius Mosens, seines Lebens und seiner Werke. 1911–1915, Plauen 1916

### Als Herausgeber
- Julius Mosen: Erinnerungen. Fortgeführt, erläutert und herausgegeben von Dr. Max Zschommler. Neupert, Plauen 1893 (Digitalisat im Internet Archive)
- Julius Mosen: Ausgewählte Werke. 4 Bände, Leipzig 1900